# Esplantas-Vazeilles
Esplantas-Vazeilles é uma comuna francesa na região administrativa da Auvérnia-Ródano-Alpes, no departamento do Alto Loire. Estende-se por uma área de 17,13 km². Em 2010 a comuna tinha 130 habitantes (densidade: 7,6 hab./km²).
Foi criada em 1 de janeiro de 2016, a partir da fusão das antigas comunas de Esplantas e Vazeilles-près-Saugues.